# 마리오 크베시치
마리오 크베시치(1992년 1월 12일 ~ )는 보스니아 헤르체고비나의 축구 선수로, 포지션은 미드필더이다. 현재 NK 올림피야 류블랴나소속으로 뛰고 있다. 크로아티아 국적도 보유하고 있다.